# Črni Vrh (gmina Dobrova-Polhov Gradec)
Črni Vrh – wieś w Słowenii, w gminie Dobrova-Polhov Gradec. W 2018 roku liczyła 290 mieszkańców.